# Třezalka rozprostřená
Třezalka rozprostřená (Hypericum humifusum) je bylina patřící do rodu třezalka, rostoucí roztroušeně hlavně na písčitých půdách.

## Popis

### Stonek
Jednoletá až vytrvalá bylina s krátkým oddenkem. Kořenový systém může být hluboký nebo mělký, jeho rozvinutí závisí na struktuře půdy. Lodyhy jsou nitkovitě tenké, rozprostřené, poléhavé až plazivé. Dorůstají přibližně od 3 po 30 cm a na bázi mohou tvořit výhonky.

### List
Listy jsou přisedlé nebo velmi krátce řapíkaté a mají podlouhle vejčitý tvar. Jsou sivě zelené a na ploše jsou tmavě tečkované (siličné nádržky).

### Květ
Květy vyrůstají po jednom nebo tvoří chudá květenství. Jsou oboupohlavné a pravidelné. Kalich tvoří pět kališních lístků, kdy dva z nich jsou o trochu menší než ostatní. Všechny jsou celokrajné nebo jemně zubaté. Korunní lístky mají bledě žlutou nebo světle zlatožlutou barvu a na okraji jsou pokryté černými tečkami, které obsahují červené barvivo hypericin v krystalické podobě. Koruna byliny je složena z pěti plátků, které jsou o trochu delší než lístky kališní. Typické pro rod třezalky je zmnožení tyčinek. Květ třezalky rozprostřené obvykle obsahuje 15 - 20 tyčinek. Čnělka je až dvakrát delší než semeník. Kvete od června do října. Plody tvoří vejčité tobolky s podélnými, málo zřetelnými žebry.

### Semeno
Semena jsou přibližně 0,5 mm dlouhá, světle hnědé barvy.

## Výskyt
Rostlina roste na vlhčích písčitých půdách. Pokrývá obnažená dna vodních ploch, paseky a příkopy u cest. Nenajdeme ji na vápenatých půdách. Nejčastěji se vyskytuje ve středních polohách a podhůří, ale areál výskytu je od nížin do horských oblastí.
Je rozšířena téměř po celé Evropě. Bylina se nevyskytuje ve Východní Evropě, na Pyrenejském a na části Balkánského poloostrova. Na území České republiky roste roztroušeně mimo oblast jižní Moravy, kde jsou vápencové půdy.

## Využití a obsažené látky
Třezalka se využívá hojně v alternativní medicíně jako čaje, oleje a tinktury. V květech je obsaženo v krystalickém stavu červené barvivo hypericin. Ten je příčinou „nemoci ze světla“ u zvířat, která třezalku pozřela. Výhradně na světle může docházet k těžkým, dokonce smrtelným projevům otravy.

## Status
Tento druh třezalky je zařazen do kategorie ohrožených druhů (C3) a je na Červeném seznamu rostlin České republiky.

## Galerie

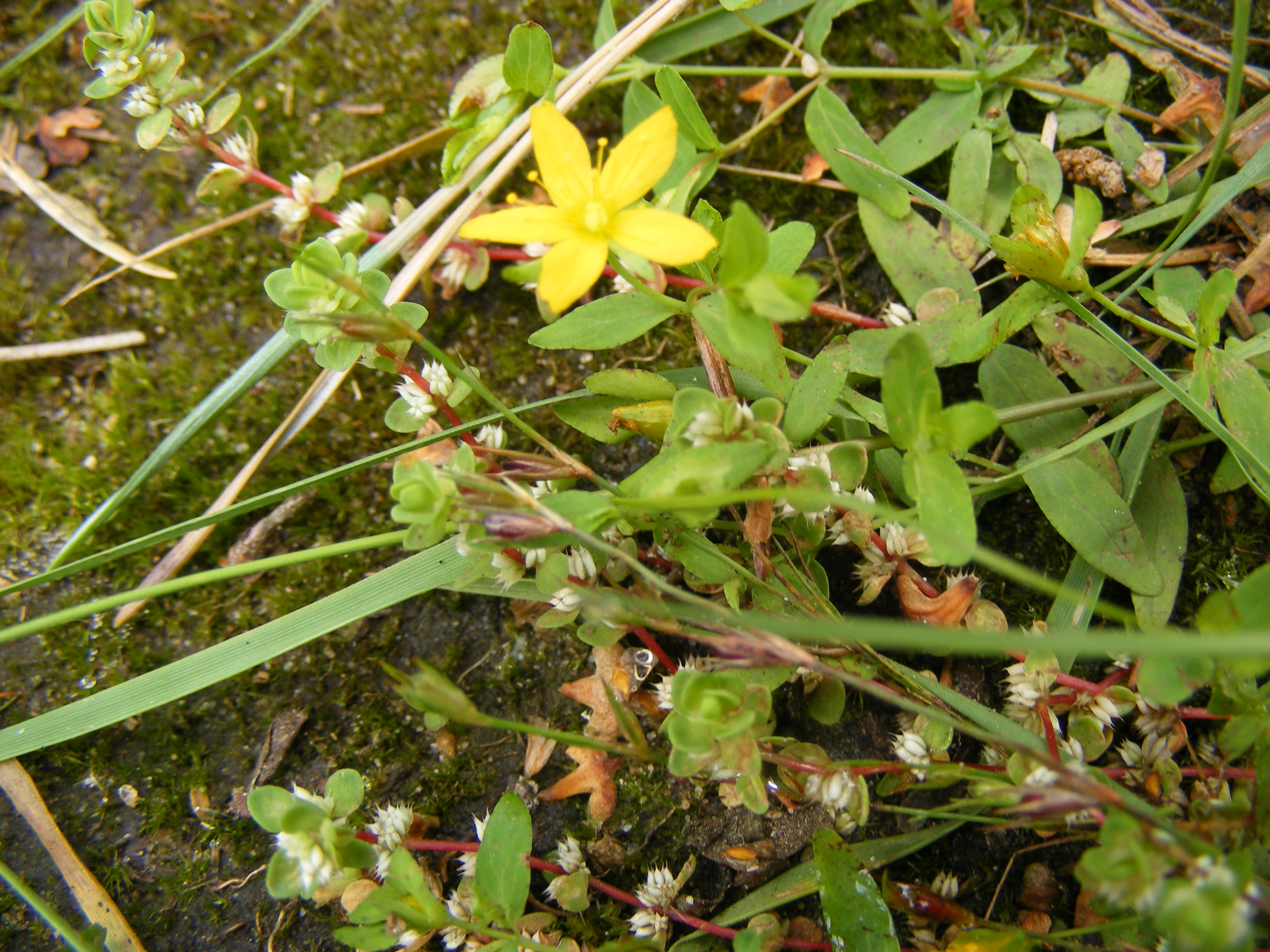
třezalka rozprostřená
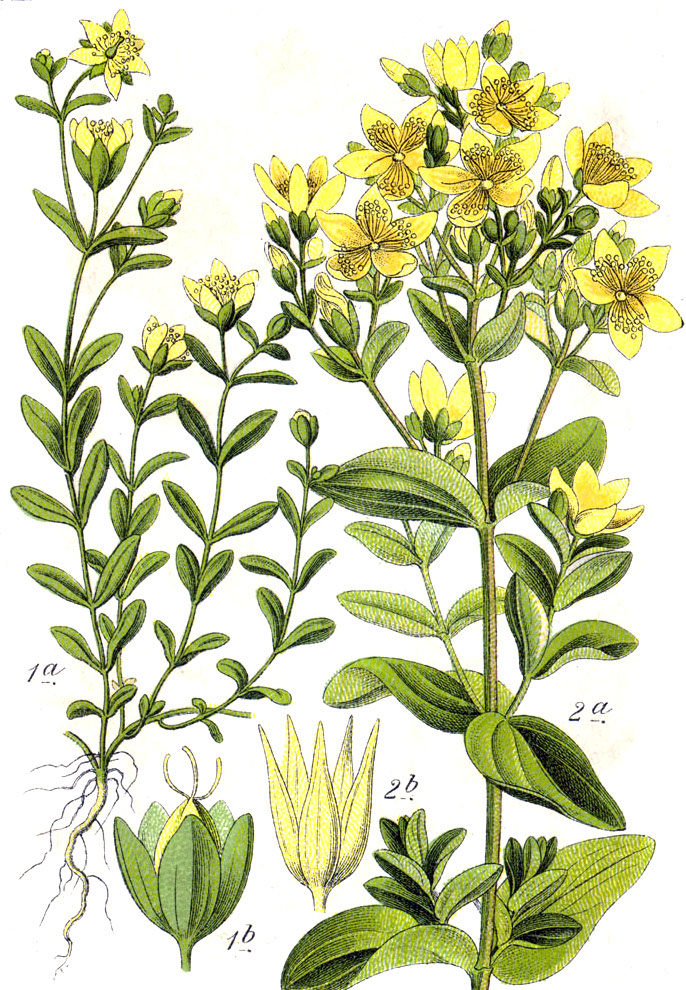
ilustrace